# Kasteel van Tilburg

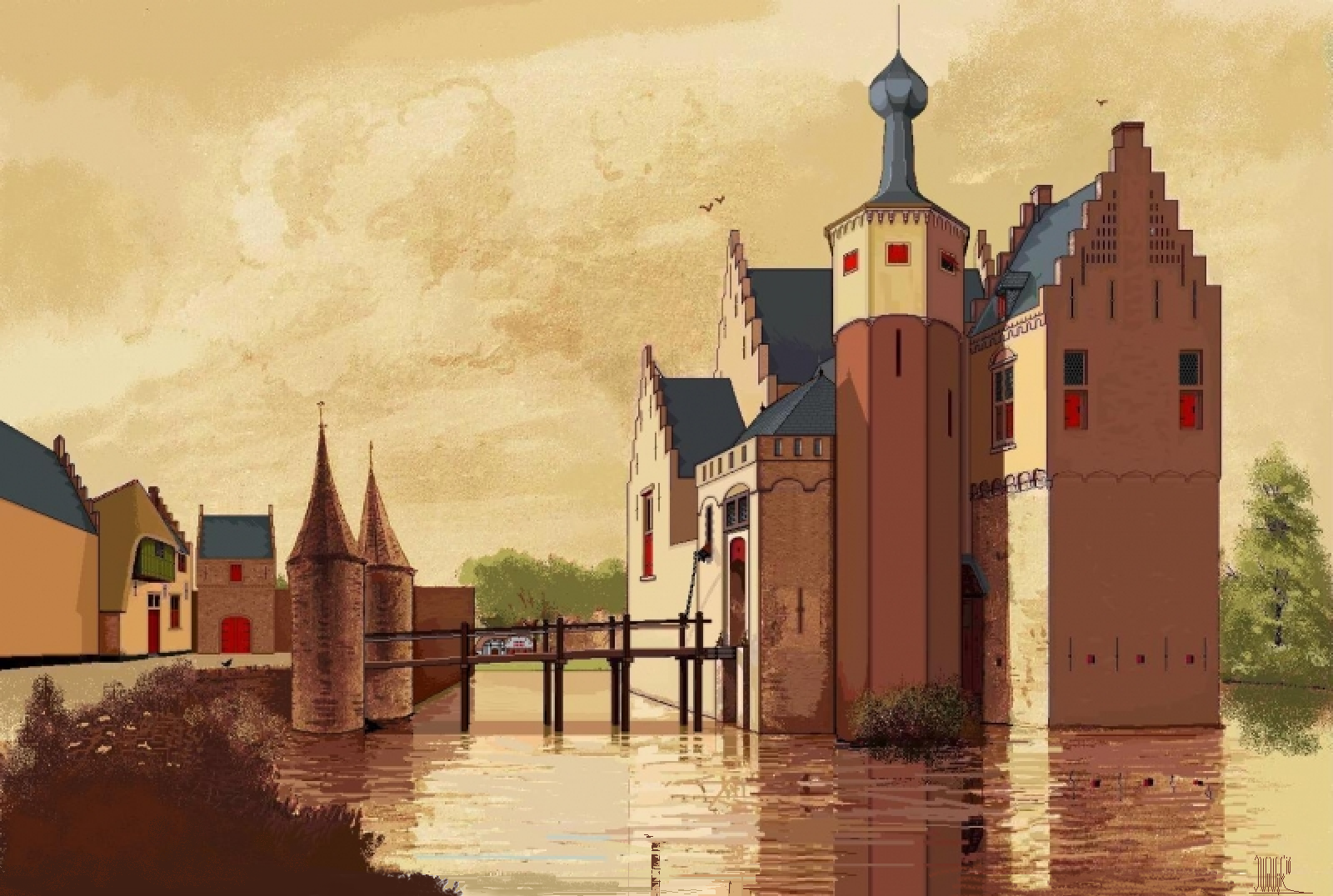
Huis te Tilburg Ca. 1580

Het Kasteel van Tilburg is een voormalige woontoren van de Heren van Tilburg en Goirle. Het werd rond 1450 gebouwd in de Hasselt in Tilburg. In later eeuwen werd het uitgebouwd en als "kasteel" weer afgebroken in 1859. In 1979 werden de fundamenten van het kasteel opgegraven. De contouren ervan zijn geconsolideerd in het huidige 'Stenen Kamerpark'.

## Beschrijving
Het Kasteel van Tilburg had geen militair-strategische functie. Het is circa 1450 gebouwd als woontoren voor de gegoede familie Back, met minimale defensieve mogelijkheden. Het kende dan ook een relatief vreedzaam bestaan tot het natuurlijke einde bij het begin van de industriële revolutie, zo schrijft stadsarcheoloog Henk Stoepker in 1986.
Het kasteel was omgeven door een gracht met een brug, geflankeerd door twee torentjes. Het hoofdgebouw (op de zuidoost hoek) had een kelder, drie verdiepingen en een zolder. Volgens een pentekening uit 1690 door Abraham de Haen (gezien vanuit het noordwesten) was het geheel in die tijd bedekt door een schilddak met boven de hoofdingang een klokvormige dakkapel. Volgens een koopakte uit 1858, opgemaakt door notaris A. Daamen te Tilburg, had het interieur vier marmeren schouwen. Op het bassecour (voorplein) van het kasteel bevonden zich fruitbomen en een wijngaard. Buiten de grachten was nog een koetshuis, stallen voor 28 paarden, een orangerie, een tuinmanswoning, een duiventoren en een ondergrondse ijskelder. Voorts was er een vijver, rijk aan vis, te midden van een sterrenbos met zeer oude bomen. 
De huidige Van Bylandtstraat was vroeger een statige oprijlaan met beuken, die in 1736 werd doorgetrokken naar de Goirkestraat, dwars door een eikenbos genaamd "Oude Warande"; de huidige Kasteeldreef.

## Hoeven
Het kasteel of huis 'aan den weg naar Dongen' (thans Hasselstraat geheten) maakte in 1754 onderdeel uit van een landgoed met oorspronkelijk vijf hoeven. 
Er was een huis met hof aan de Warande (thans Van Hogendorpstraat) dat is afgebroken rond 1850. De Waterhoef of Pijlijserhoeve is in 1960 gesloopt ten behoeve van stadsuitbreiding. Het droeg de naam 'Waterhoeve' omdat er een waterpartij omheen lag. 'Pijlijzer' betekent punt van een bijl., maar duidt hier op de familienaam van een vroegere eigenaar. 
De Kasteelhoeve gelegen aan de Hasseltstraat is na een ingrijpende restauratie in de 70er jaren, nog grotendeels intact. De boerderij komt al voor in een document uit 1726. Ze bezit een balk met daarop aangebracht het jaartal 1764. 
Voorts waren er te Tilburg nog twee landhuizen; een op Broekhoven in Tilburg Zuid en een hoeve Moerenburg in Moerenburg, Tilburg Oost. Het 'huys op Broekhoven' werd bewoond door de families Back, Van Coulster en Palland. De 'Huijsinge Moerenburgh' uit 1560 diende eerst als pastorie - woonhuis van de pastoor van parochie Tilburg - en later in de 18e eeuw als woning voor de families De Saint Amand en De Clair; officieren in het leger van de Republiek. Zwaar vervallen werd het in 1775 gesloopt.

## Bouwgeschiedenis

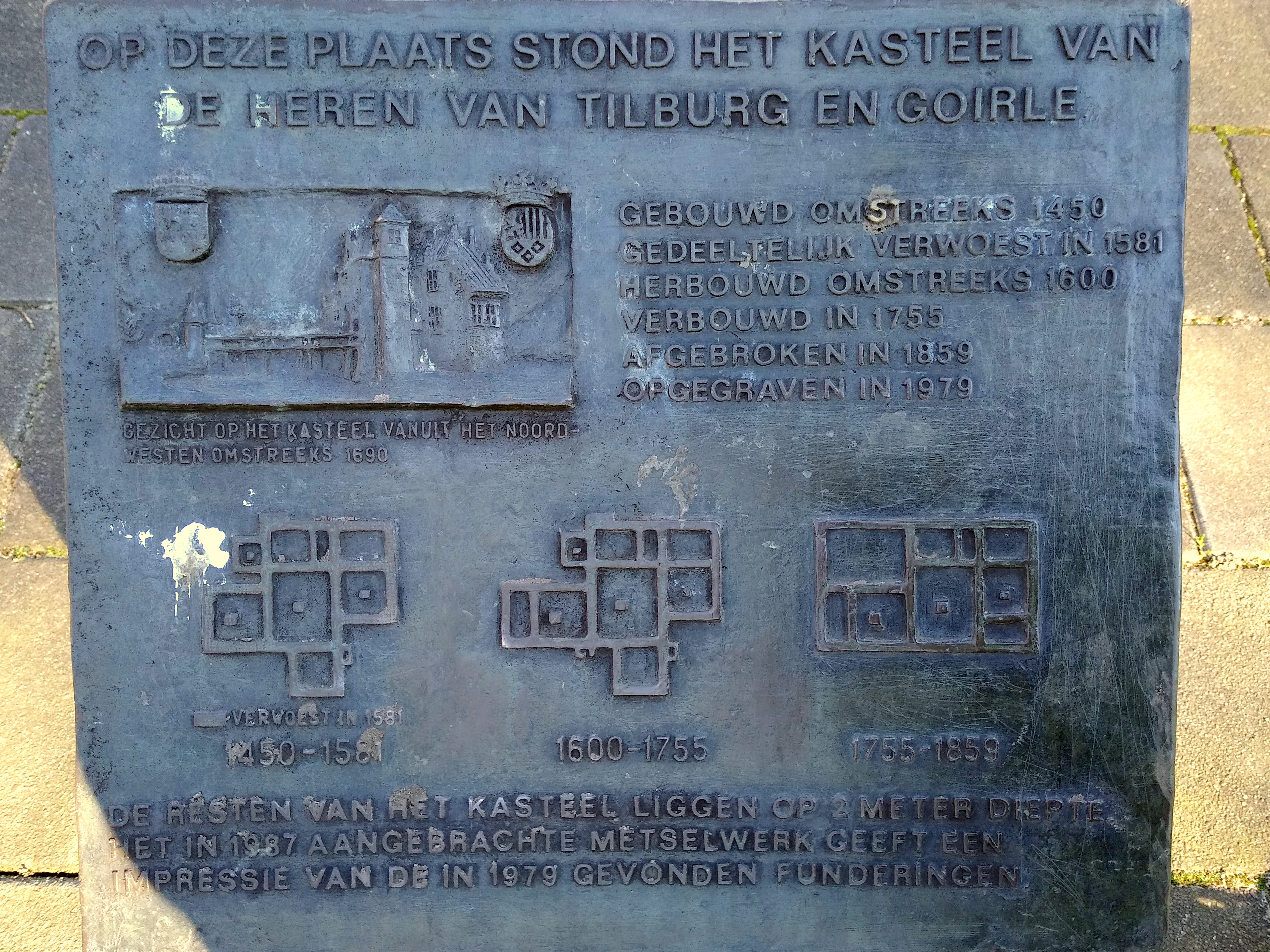
Bronzen plaquette met toelichting op de verschillende bouwfasen van het kasteel

- Vroege bouw omstreeks 1450
- Gedeeltelijk verwoest in 1579
- Herbouwd omstreeks 1600
- Gedeeltelijk verbrand in 1748
- Verbouwd in 1755
- Afgebroken in 1859
- Opgegraven in 1979-1982

## Grondeigenaren, heren, douairières

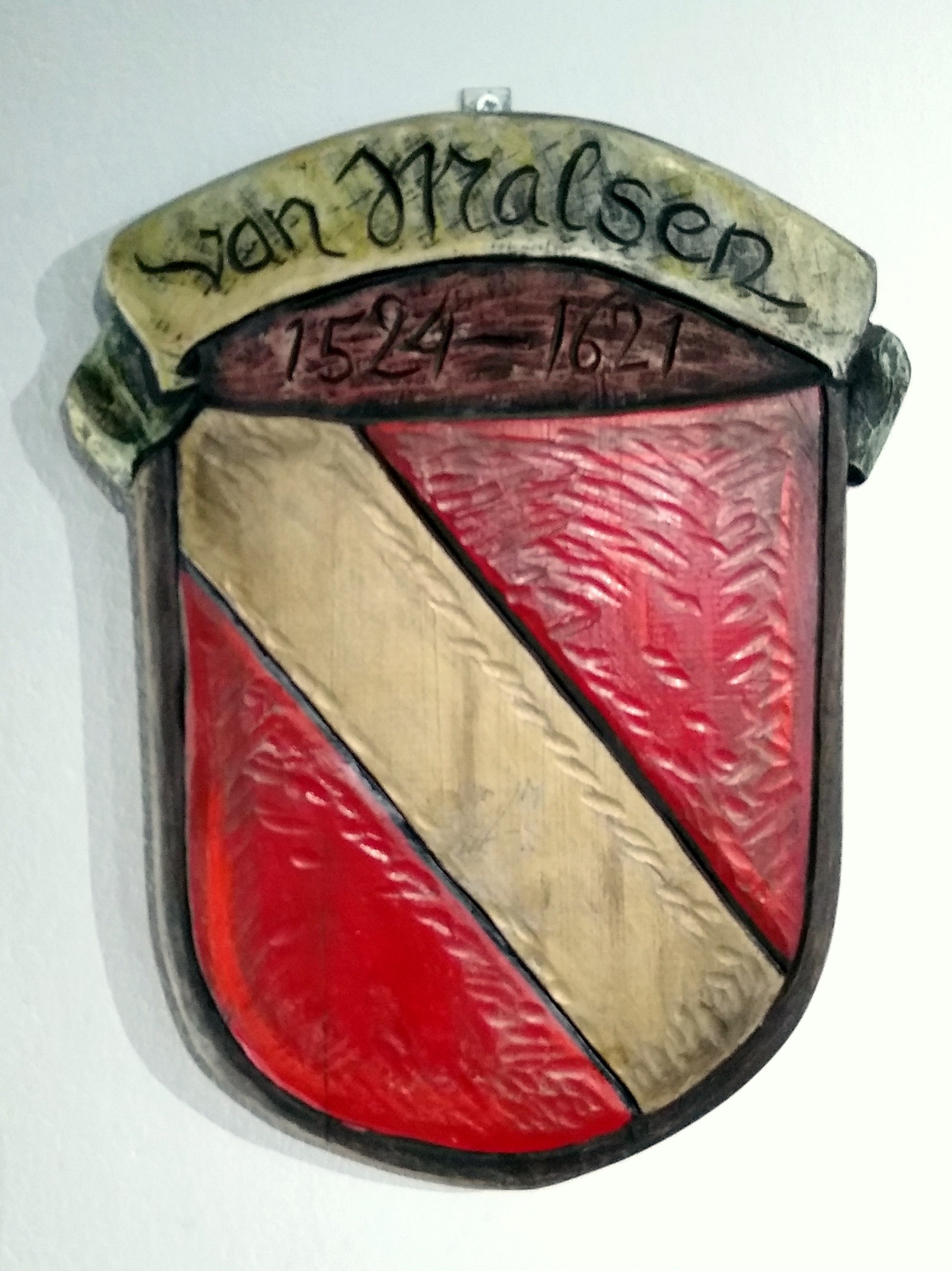
Van Malsen-familiewapen (remake) met periode eigenaarschap

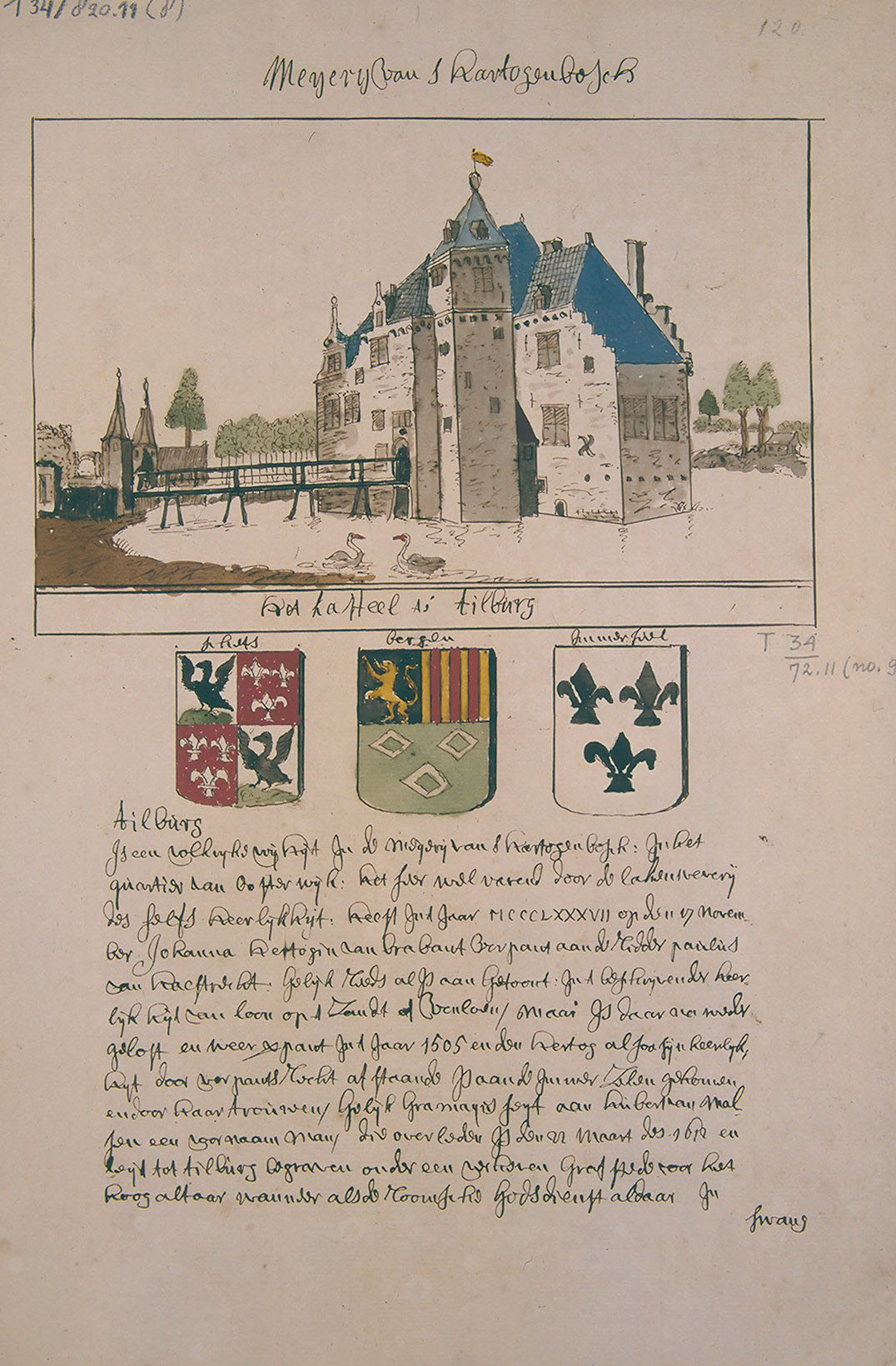
Het Kasteel in de Atlas Schoemaker, vervaardigd tussen 1710 en 1735, bron: Brabant-Collectie, Tilburg University

- 1387	Paulus van Haestrecht, heer van Tilburg en Goirle
- 1450	Gerit en Jan Back, eigenaren van de 'stenen camer'
- 1477	Jan van Haestrecht (1444-1507)
- 1524	Robbert of Robrecht van Malsen
- 1581	Kasteel verwoest onder Carel Robrecht van Van Malsen.
- 1600	Huybert CarelZn van Malsen (1588-1612), bouwt het kasteel weer op
- 1612	Adriaan HuybertZn van Malsen (15??-1621)
- 1621	Maria HuybertDr van Malsen (1585-1650)
- 1621	Antoine Schetz van Grobbendonck (1564-1641) huwde in 1604 met Maria HuybertDr van Malsen (1585-1650).
- 1640	Maria van Malsen (15??-1650), douairière
- 1650	Lancelot Schetz van Grobbendonck (1606-1664), heer vanaf 1641
- 1664   Margaretha Claire de Noyelles, douairière
- 1680	Josephus B. van Grobbendonck
- 1690   Carolus H. A. van Grobbendonck (1651-1724)
- 1710	Willem VIII van Hessen-Kassel (1682-1760)
- 1754	Gijsbertus Steenbergensis van Hogendorp van Hofwegen (1729-1785)
- 1785	Jacoba Soetje Broncken (1730-1788), douairière
- 1788	Diederik Johan van Hogendorp van Hofwegen (1754-1803)
- 1803	Diederik Johan François van Hogendorp van Hofwegen (1776-1839)
- 1839 	Catharina F.A.A. van Hogendorp van Hofwegen (1811-1887), gehuwd met E.J. A. van Bylandt (1807-1876)
- 1858	Johannes van der Made, wijnhandelaar
- 1864	Nicolaas Pessers (1826-1897), wolwasser
- 1876	Nicolaas Pessers & Zoon
- 1888	Firma N. Pessers & Zonen, wolwasserij en schapenleerfabriek
- 1900  Tuerlings start een graanmaalderij
- 1915	Johannes F. Pessers (1853-1921) en Bernardus V. Pessers (1865-1926) gaan ieder met een eigen bedrijf verder
- 1926   Willem Pessers (1893-1977), wol- en leerhandel
- 1973	Karel Pessers (1928-2004), wolwasserij
- 1977 	Sloop bedrijfsopstallen
- 1978 	Gemeente Tilburg start opgravingen

## Bewoningsgeschiedenis

### Van Haestrecht
Aan het begin van de dertiende eeuw kwam Tilburg in het bezit van de hertog van Brabant. In 1387 leende ridder Pauwels van Haestrecht, die op het kasteel van Venloon woonde, een som geld aan hertogin Johanna van Brabant. Als onderpand (pacht) verkreeg hij daarbij Tilburg, dat met Goirle een heerlijkheid ging vormen. 
Rond 1450 wordt al melding gemaakt van een 'stheenen camer' in bezit van de familie Back op een heideveld nabij de buurtschap de Hasselt. Aanvankelijk woonden de Van Haestrechts op het kasteel te Loon op Zand. In 1477 kocht Jan van Haestrecht (Pauwels achterkleinzoon) van de gebroeders Gerit en Jan Back het versterkte huis, dat zou uitgroeien tot het kasteel van Tilburg. Jan van Haestrecht trouwde met Genoveva Heerman van Oegstgeest en overleed in 1507. Daarmee stierf ook het geslacht Van Haestrecht in mannelijk lijn uit.

### Van Malsen
Zijn dochter Margriet van Haestrecht trouwde met Robbert van Malsen, waardoor de heerlijkheid Tilburg en Goirle in bezit kwam van de familie Van Malsen. Het was omstreeks deze tijd dat het kasteel werd gebouwd. Het is niet zeker of het Jan van Haestrecht nog was die het kasteel eind 15e eeuw liet bouwen, of dat Robrecht van Malsen de bouwheer was tien jaar later. 
Op 29 juni 1581, tijdens de tachtigjarige oorlog, namen de geuzen of staatse troepen in de strijd tegen de Spaanse machthebbers het kasteel in bezit en staken deze in brand. Hetzelfde hadden ze gedaan met de hoeve Broekhoven. Voor anderhalve ton bier kregen de Spanjaarden vrije aftocht. Omstreeks 1600 is het kasteel weer opgebouwd door Huybert van Malsen. Na diens dood in 1612 nam zijn zoon Adriaen het stokje over. Deze overleed echter kinderloos in 1621. 

### Schetz van Grobbendonck
Huybert's dochter Maria was gehuwd met Antoine Schetz, baron van Grobbendonck (nabij Turnhout). Schetz was militair gouverneur van de strategisch belangrijke vestingstad 's-Hertogenbosch. Onder zijn leiding doorstond die stad tweemaal een innamepoging door prins Maurits, maar het beleg van 1629 door Frederik Hendrik werd Den Bosch fataal. Schetz vertrok naar de zuidelijke Nederlanden en overleed te Brussel in 1640. Toen Maria, als gravin-douairière of 'Vrouwe van Tilburg en Goirle' in 1650 overleed werd haar zoon Lancelot de kasteelheer. Vervolgens zijn zonen, respectievelijk Josephus en Carolus (Charles, Karel) van Grobbendonck, luitenant-generaal in Spaanse dienst. 
Na de val van Den Bosch werd het uitvoeren van de katholieke eredienst in het gebied van het huidige Noord-Brabant door de Staatse regering verboden. Vanaf de vrede van Munster gold dit voor de gehele Republiek. Toch wist de familie van Grobbendonck vanaf 1668 gelegenheid te bieden aan pastoors uit Tongerlo om in enkele opstallen bij het kasteel kerkelijke vieringen te houden. 

### Von Hessen-Kassel
Omdat Carolus van Grobbendonck veel schulden had en kinderloos bleef verkocht hij het kasteel in 1710. De heerlijkheid ging voor 51.000 pattacons (127.500 gulden) naar de protestante, Duitse prins-landgraaf Wilhelm VIII von Hessen-Kassel. Dit met de uitdrukkelijke voorwaarde “behalve de timmeragien die omtrent het casteel gesteld zijn van wegen de katholieken of conventualen van Tongerlo ‘t gene genoemd wordt kerkckhuijs of schuere.”  Pas in 1715 bouwde pastoor Coolen een eigen schuurkerk op 't Goirke.
Von Hessen-Kassel was luitenant-generaal bij de cavalerie en gouverneur van Breda in dienst van de Republiek. Hij liet een Franse architect plannen maken om zijn Tilburgse kasteel geheel in classicistische, Versaille-achtige stijl te verbouwen. Die nieuwbouw is echter niet door gegaan. Wel legde hij voor 25.000 gulden een sterrenbos aan (de Oude Warande). Wilhelm was weinig op het kasteel; een rentmeester beheerde al zijn bezittingen. 

### Van Hogendorp
In 1748 brandde het kasteel voor de helft af. In 1754 verkocht Von Hessen-Kassel voor een bedrag van 165.000 gulden de heerlijkheid met alle daarbij behorende rechten en goederen (naast het kasteel ook een aantal hoeven en molens) aan Gijsbertus Steenbergensis rijksgraaf van Hogendorp en vrijheer van Hofwegen. Deze Gijsbert of Gijsbrecht liet het kasteel in 1755 geheel afbreken en vervangen door een nieuw 'na den hedendagsche smaak ontworpen, vierkant, hoog en fraaij gebouw'. In 1785 overleed Gijsbertus, te 's-Hertogenbosch. Zijn vrouw Jacoba Soetje Broncken werd toen de douairière van de heerlijkheid Tilburg en Goirle. 
In 1788 werd hun zoon Diederik Johan de vrijheer van Tilburg en Goirle. Daarna Diederik Johan François en ten slotte in 1839 gravin Catharina van Hogendorp. Catharina was hofdame van koningin Anna Paulowna. Haar echtgenoot Eugène van Bylandt was onder meer commissaris van de Koning en voorzitter van de Eerste Kamer.
In 1858 deed Catharina het kasteel of landhuis samen met omliggende gronden en twee hoeven in de openbare verkoop. Het kasteel werd gekocht door  Johannes van der Made, een wijnhandelaar te Klundert, (als stroman) door/ en aangehuwd in/ Familie Pessers, welke het direct in 1859 liet slopen.

## Wol-, leer- en graanhandel

### Pessers

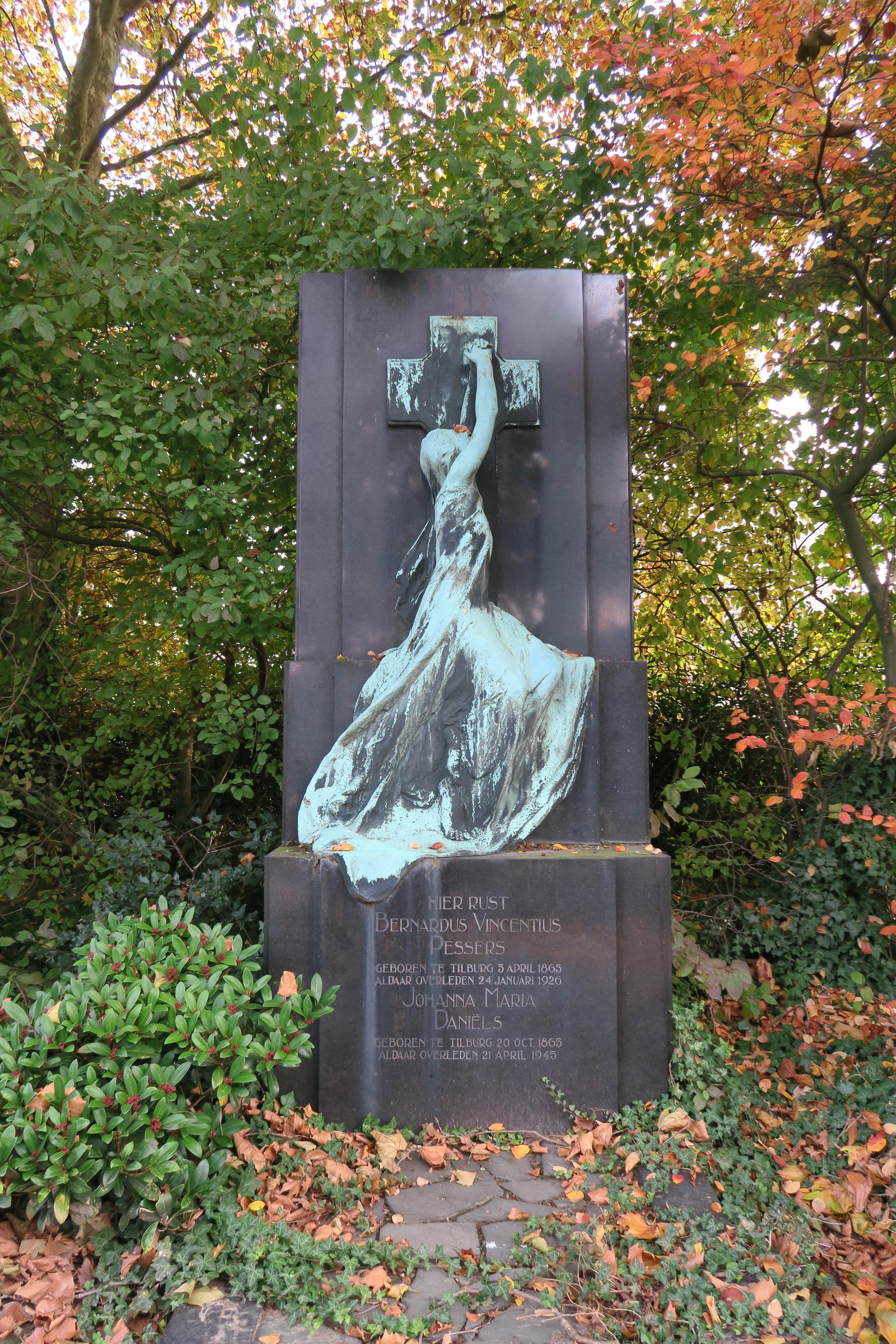
Grafsteen Pessers – Daniels, Begraafplaats Binnenstad, foto 2016

Restant van de (wind)molen van Tuerlings, foto 2019

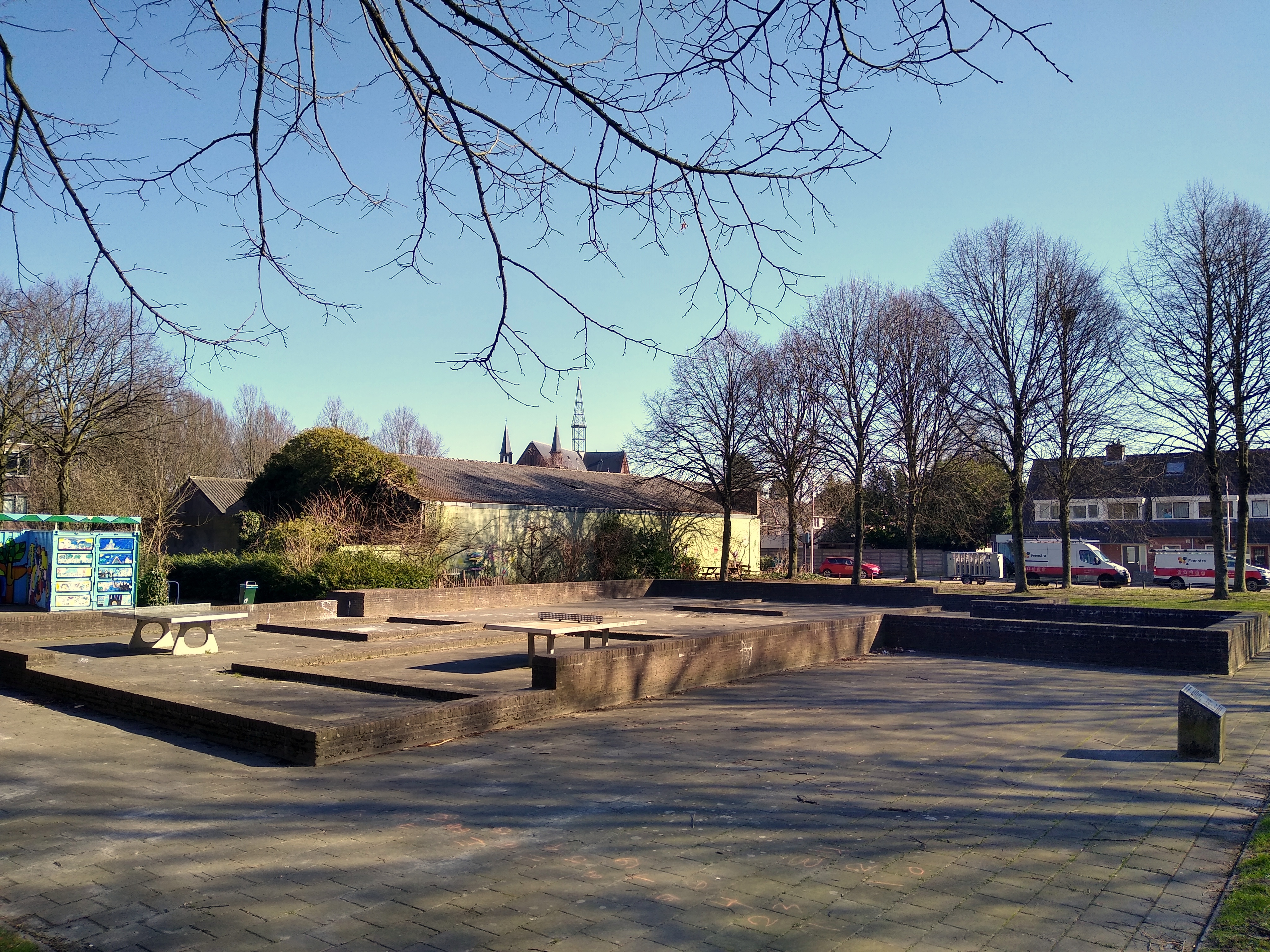
Speeleiland Stenen Kamerpark met de contouren van het kasteel, op de achtergrond het Tuerlingsgebouw en de Hasseltse kerk, foto 2022

In 1864 was de familie Pessers eigenaar van de grond op en nabij het kasteelterrein. In 1876 richtte Nicolaas Pessers er een vellenbloterij annex wolwasserij op, de firma N. Pessers & Zonen. Hier werden schapenvellen ‘gebloot’, de wol van de vellen geschraapt. De bij het kasteel horende vijver werd gebruikt om de wol in te wassen. De huiden werden tot leer verwerkt en wol en leer werden verhandeld. De fabriek breidde uit. In 1915 gaan de twee zonen Johan en Bernard apart verder met een eigen bedrijf. 
Johan bouwde aan de Van Bylandtstraat, de oude toegangslaan naar het kasteel, een nieuwe fabriek onder de naam Pessers-Verbunt.  Het bedrijf was een 'vellenblooterij, wolwasserij en blazaanlooierij' en tegelijkertijd een handelsbedrijf in deze producten. In 1916 kwam zijn zoon J.F.M. Pessers als vennoot in het bedrijf, dat een van de grootste producenten van schapenleer werd. De fabriek had maar liefst drie elektromotoren. 
In 1922 was de wolvijver nog gedeeltelijk intact. Deze stond via een gemetselde riolering in verbinding met de oude gracht, waar nog delen van de pijlers van de vroegere brug zichtbaar waren. De pijlers werden echter gesloopt ten faveure van een 15 meter hoge fabrieksschoorsteen op de plaats waar de voordeur van het kasteel ooit stond. In 1961 werd het bedrijf opgeheven. 
Bernard zette de oude leerfabriek op het kasteelterrein als eenmansbedrijf voort. Hij specialiseerde zich in het verwerken van schapen-, geiten- en kalfsleer, onder meer voor de productie van zemen. Bernard zijn grafsteen is opgenomen in het rijksmonumentenregister. De leder- en pelswerkenfabriek sloot haar poorten in 1973, waarbij 124 mensen werden ontslagen. Acht overigen konden nog terecht in een doorstart van de kleine wolwasserij, later genaamd Wolwasserij Karel Pessers, die in 1976 ophield te bestaan. 

### Tuerlings
De fabrieksopstallen werden in 1977 allen gesloopt op één na; dat van de graan- en veevoerhandel van C. Teurlings, aan de binnenzijde waarvan zich nog het muurrestant van een graanmolen bevindt. 
Op het voormalige kasteelterrein startte het jaar erop archeologisch onderzoek, alvorens de gemeente woningbouw ging realiseren.

## Opgravingen
De opgravingen werden verricht van 1978 tot 1980 onder leiding van archeoloog Henk Stoepker. Hierbij werden de fundamenten van het kasteel uit alle bouwfases blootgelegd. De vele duizenden vondsten zijn ondergebracht in het Provinciaal Depot Bodemvondsten in Den Bosch en het depot van Stadsmuseum Tilburg. Het betreft veelal rood gebruiksaardewerk met loodglazuur, maar ook ander keramiek. Het burgerlijke karakter van de bewoning blijkt onder meer uit het volledig ontbreken van wapens en uitrusting onder de vondsten. 
Een deel van de totale collectie, waaronder een bewaard gebleven binnendeur van het kasteel, is sinds 2013 permanent tentoongesteld in wijkcentrum De Poorten in de Hasseltstraat. De fundamenten van het kasteel werden bovengronds heropgemetseld en vormen thans onderdeel van het 'kinderspeeleiland' Stenen Kamerpark.
Een dubbele bomenrij markeert de slotgracht van weleer, op één hoek onderbroken door het Teurlingsgebouw uit 1941. In 2019 tekende de wijkraad bezwaar aan tegen een gemeentelijk plan om op die plaats woningen te gaan realiseren. Eronder moet zich namelijk de toegangspoort naar het kasteel hebben bevonden. Bij woningbouw zou de kans verkeken zijn om het kasteelpark in zijn geheel te doen herleven. Eventueel zou ook de stellingmolen uit 1871 kunnen worden teruggehaald.

## Nagedachtenis

### Straatnamen
In de omgeving van het Stenen Kamerpark, maar ook in het buurdorp Goirle, getuigen verschillende straatnamen van de bewoningsgeschiedenis en functies van het voormalige kasteel van Tilburg. Straatnamen die herinneren aan bewoners zijn: de Jan Backstraat, Van Haestrechtstraat, Van Malsenhof, Van Grobbendonckstraat, Van Hessen Kasselstraat, Van Bylandtstraat, de 'dreven' Gijsbertdreef, Diederikdreef, Catharinadreef en Jacobadreef, alsmede de Kasteleinslaan en de Rentmeesterlaan. Namen die herinneren aan kasteelfuncties zijn Stenen Kamerpark, Kasteeldreef, Waterhoefstraat, Pijlijzerstraat, Boomgaard, Wijngaard, Domein, Gracht, Neerhof, Orangerie, Duiventoren, Koetshuis en Ijskelderstraat. Daarnaast kent de wijk een  kindcentrum genaamd 'Hasseltse Poorten' en een basisschool genaamd 'De Vijfhoeven'.

### Cultuur
In 2017 werd het 'laat-middeleeuwse' kasteel op de Hasselt door (jonge) bewoners uit de wijk artistiek tot leven gebracht in het buurtcultuurproject 'Kasteel 013'.

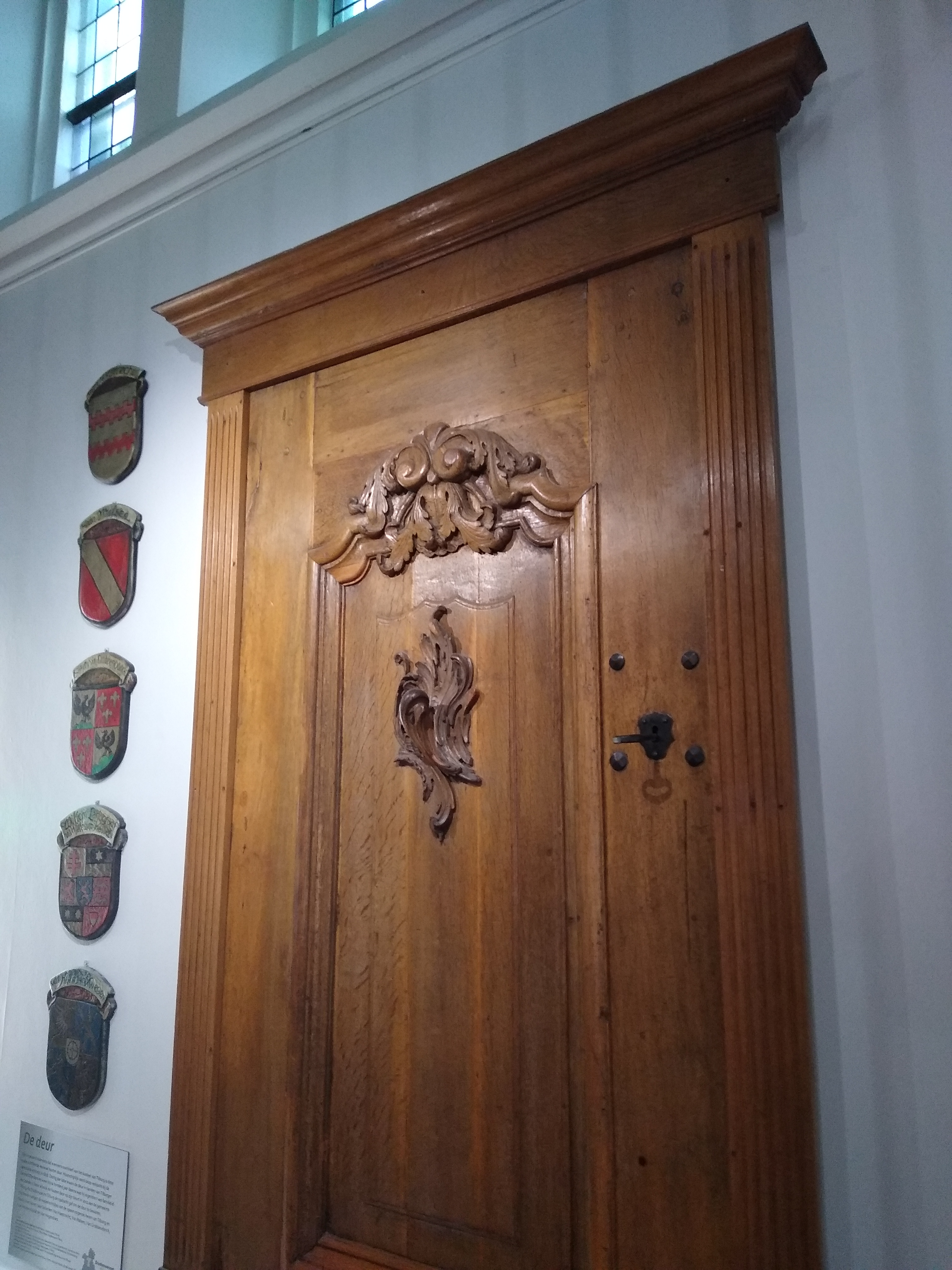
Eén originele binnendeur van het kasteel is bewaard gebleven
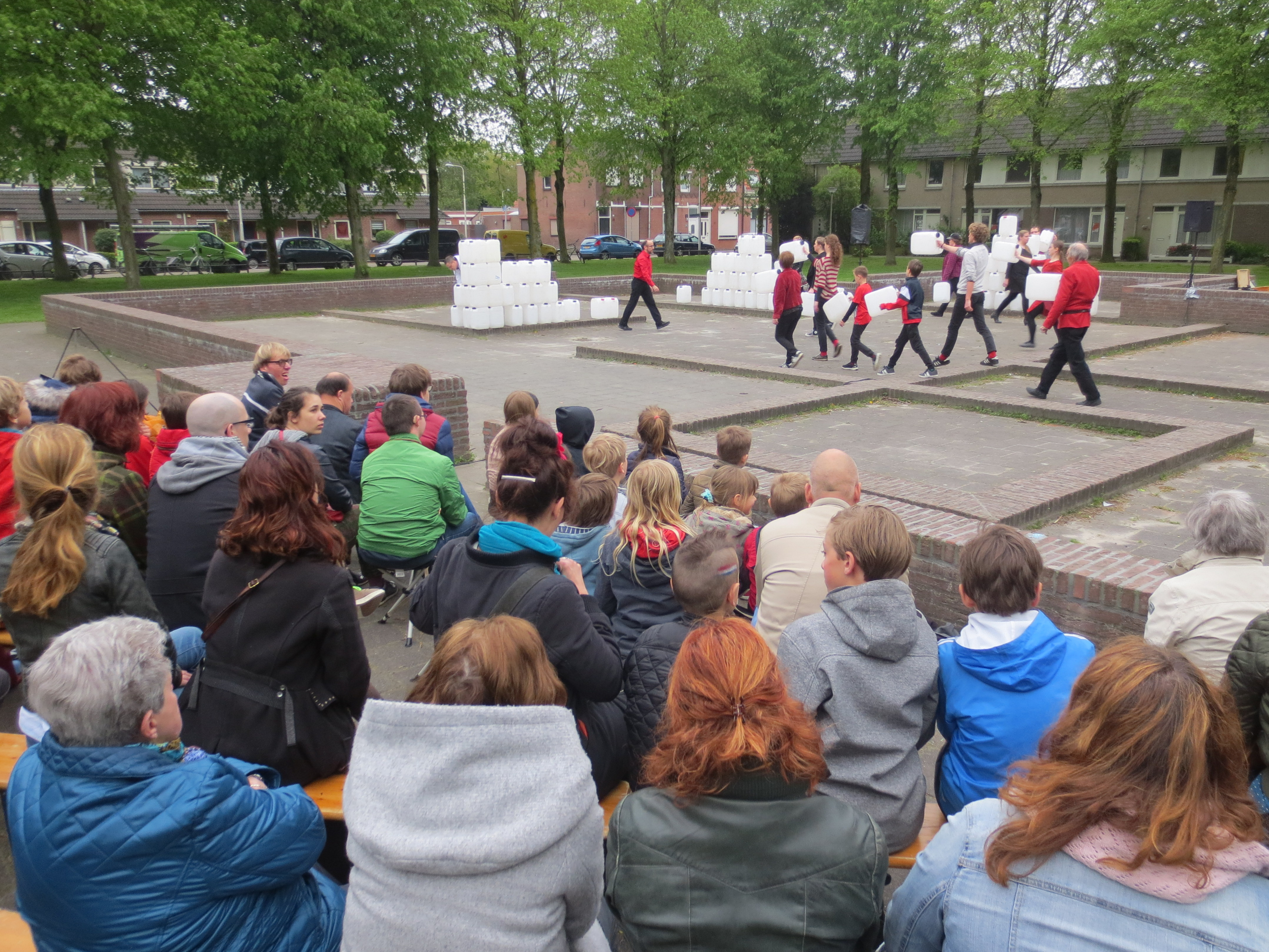
Buurtcultuurproject Kasteel 013 in april 2017
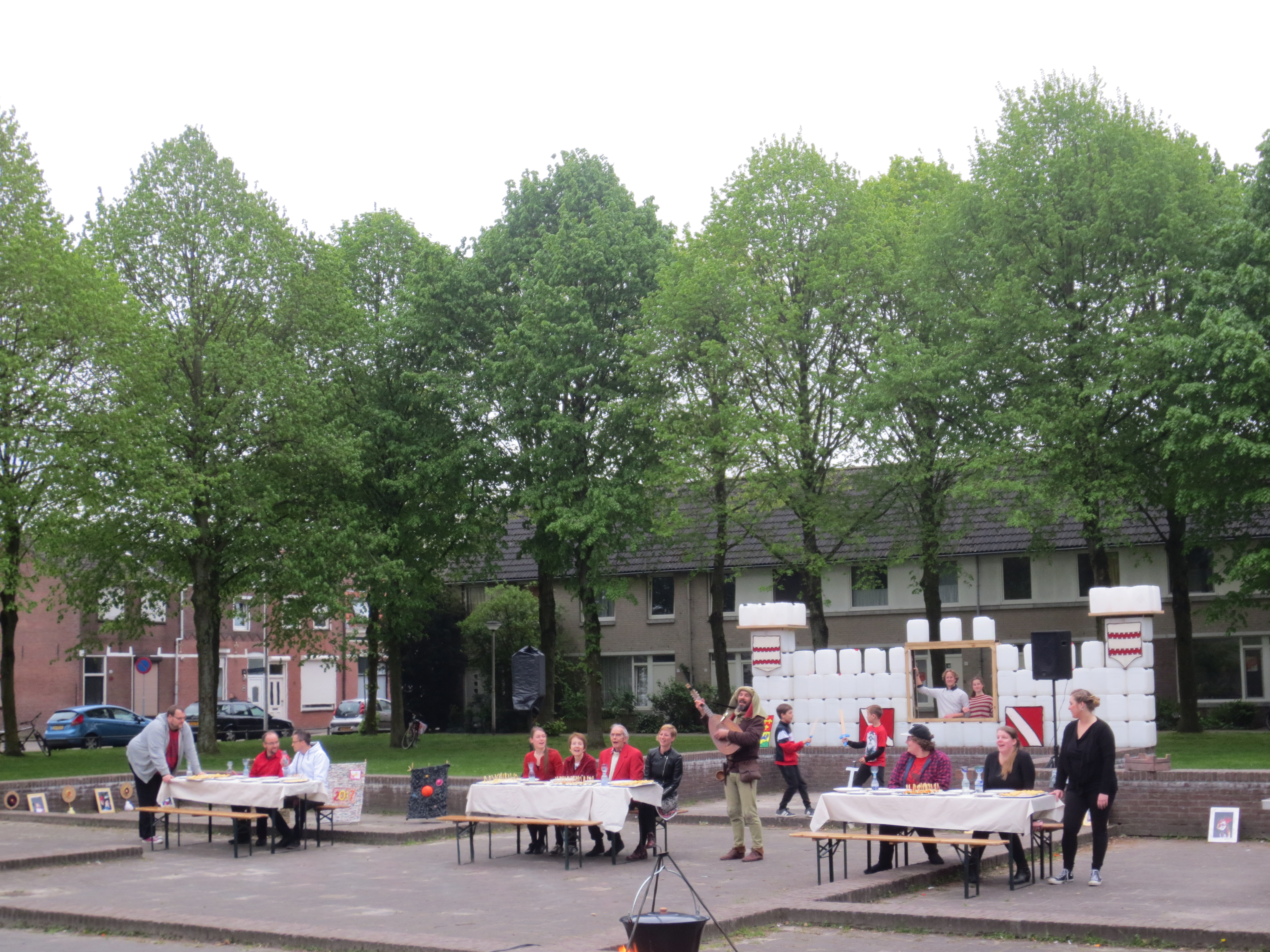
Idem

## Trivia
Tussen 1737 en 1764 voeren drie VOC-schepen onder de naam 'Kasteel van Tilburg'.
Aldendriel · Asten · Barendonk · De Blauwe Kamer · Blokhuis te Leensel · Blokhuis te Liessel · Blokhuis op Ter Vloet · Bokhoven · Bouvigne · Bronkhorst · Boxmeer · Breda · Kasteel Croy · Cranendonck · De Donk (Someren) · Dommelrode · Dussen · Eckart · Eikenlust · Emmaus · Eymerick · Frisselstein · Gageldonk · Geldrop · Gemert · Groot Kasteel · Klein Kasteel · Groenendaal · De Hattert · Heeswijk · Heeze · Helmond · Henkenshage · Hooghuis op de Schouw · De Laar · Loon op Zand · Markiezenhof · Het Makken · Maurick · Meeuwen · Mierlo · Muggenheuvel · Nemerlaer · Nieuw-Herlaar · Nieuwenroy · Oijen · Onsenoort · Het Oortje · Oud Beijsterveld · Oud-Herlaar · 't Oude Huys · Rijswijk · Seldensate · Slotjes van Oosterhout · Soeterbeek · Stakenborch · Stapelen · Strijdhoef · Strijen · Tilburg · Paleis-Raadhuis · Tongelaar · Walstein · Wamberg · Het Witte Kasteel · Wouw · Zuidewijn · Zwijnsbergen